# Chiosi di Porta d'Adda

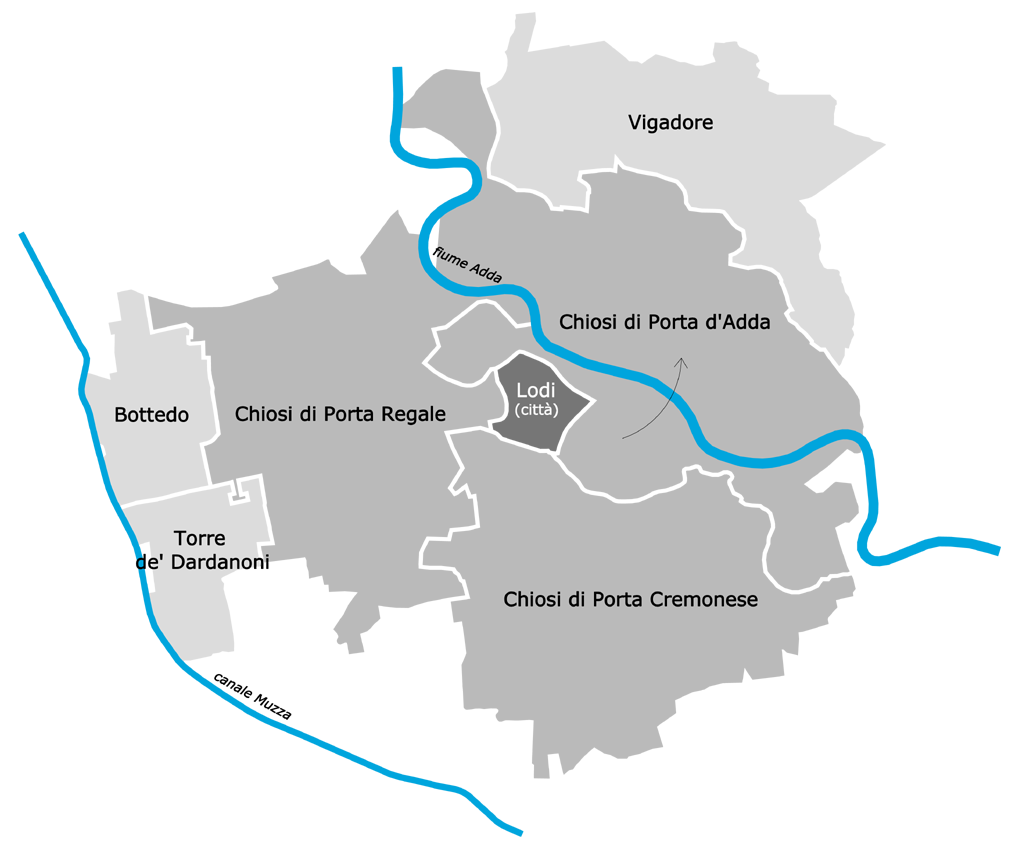
Mappa dei tre chiosi di Lodi e dei tre comuni attualmente compresi nel territorio cittadino

I Chiosi di Porta d'Adda erano uno dei tre comuni, detti chiosi, in cui era diviso il suburbio della città di Lodi.
Si estendevano in massima parte sulla riva sinistra dell'Adda, comprendendo però anche gran parte delle bassure in riva destra (loc. Selvagreca e Barbina a valle della città, loc. Franchina a monte).
Il termine Chiosi, di origine dialettale, indicava in passato le terre agricole circostanti la città di Lodi, analogamente ai più noti "Corpi Santi" intorno a Milano. Gli altri due Chiosi erano quelli di Porta Cremonese e Porta Regale.
Nel 1870 i Chiosi di Porta d'Adda furono uniti al comune di Vigadore, formando il nuovo comune di Chiosi d'Adda Vigadore. Il nuovo comune esistette per meno di sette anni, venendo aggregato alla città di Lodi nel 1877.
I tre chiosi (Cremonese, Regale, d'Adda) rimasero tuttavia come suddivisioni amministrative informali della città di Lodi fino agli anni settanta del XX secolo.

## Galleria d'immagini

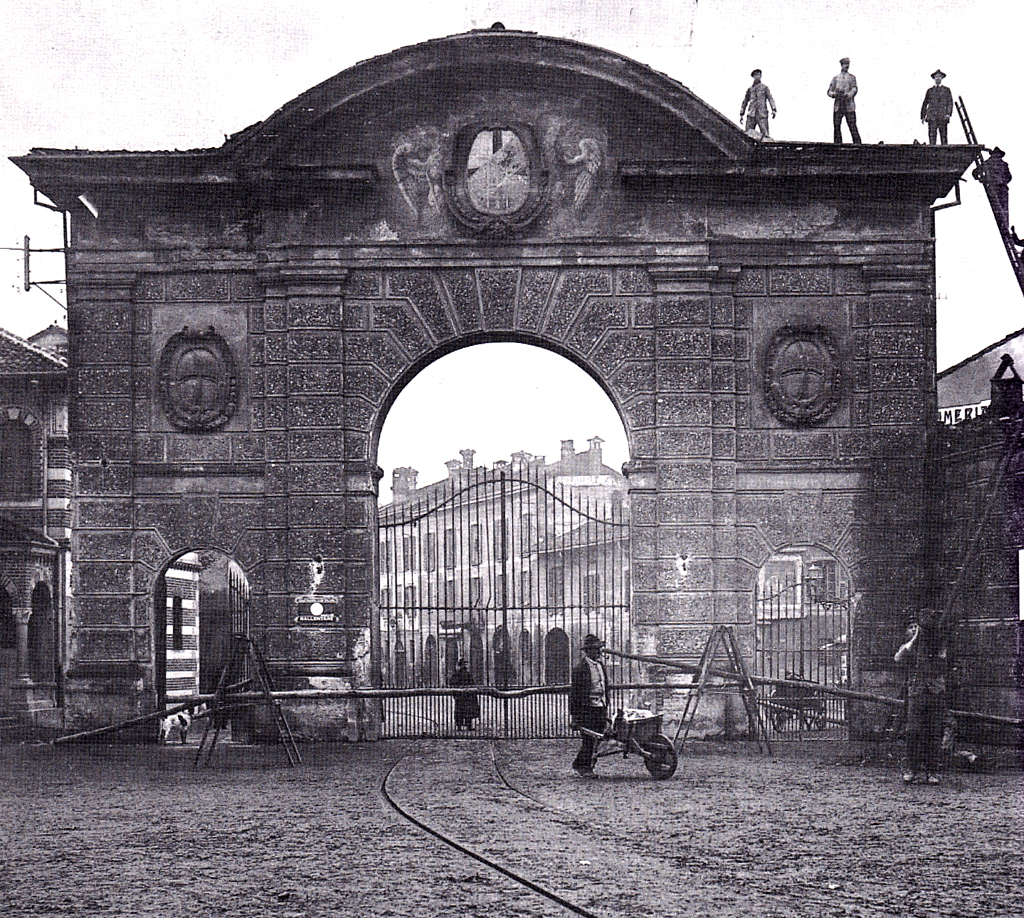
Porta d'Adda
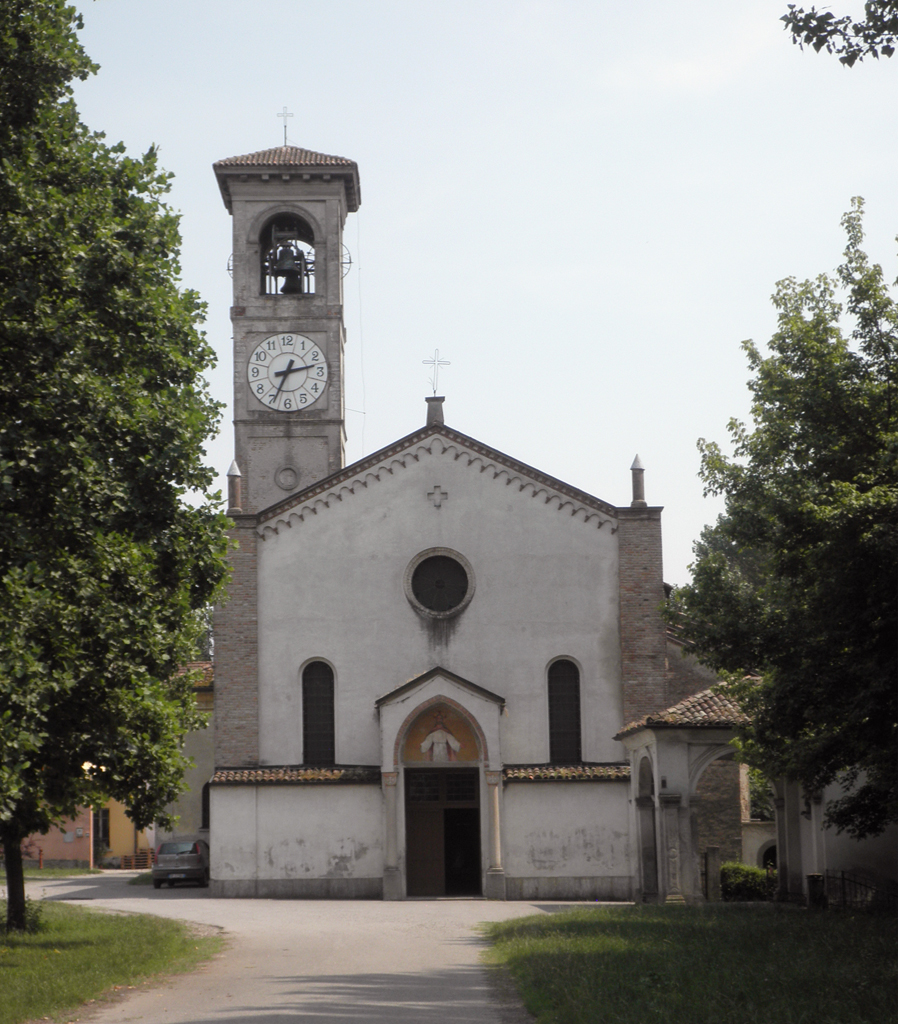
Il santuario di Fontana